# Doncaster Rovers FC
Doncaster Rovers FC is een Engelse voetbalclub uit Doncaster, South Yorkshire. De club werd in 1879 opgericht. In 1901 begon de club in de tweede klasse en ging het vaak op en neer tussen de tweede en derde klasse tot 1958. Vanaf toen ging de club op en neer tussen de derde en vierde klasse.
Tijdens het seizoen 1997/98 werd de club totaal vernederd doordat ze 34 wedstrijden verloren (een record). De club degradeerde naar de Conference National. Hierna probeerde voorzitter Ken Richardson het stadion in brand te steken om zo verzekeringsgeld los te krijgen om de clubschulden af te betalen. Richardson ging naar de gevangenis.
In 2003 werd de club kampioen en kon het zo terugkeren naar de vierde klasse waar ze een jaar later ook promotie afdwongen naar de derde klasse. Van 2008 tot 2012 speelde de club in de Championship. In het seizoen 2011/12 eindigde het echter op de laatste plaats, waardoor het weer naar de League One degradeerde. In 2013 promoveerde de club opnieuw naar de Championship. Het bleef het hele seizoen juist boven de degradatieplaatsen zweven, totdat op de laatste speeldag Birmingham City hen nog voorbij stak. Daarom kwam het team vanaf het seizoen 2014/15 opnieuw uit in de League One.
In het seizoen 2015/2016 ging trainer Paul Dickov weg en werd Darren Ferguson aangesteld. Onder zijn leiding eindigde Doncaster op de 21ste plaats, waardoor de club degradeerde naar de League Two.
In het seizoen 2016/17 van de League Two wist Doncaster als derde te eindigen. Dat betekende dat de club net als Plymouth Argyle en Portsmouth rechtstreeks promoveerde naar de League One. Na het seizoen 2021/22 degradeerde de club naar League Two.

## Erelijst
- Football League Trophy

Winnaar: 2007
- Football League Fourth Division

Winnaar: 1963, 1969

## Geschiedenis
- 1901-1903: 2de klasse
- 1904-1905: 2de klasse
- 1923-1935: 3de klasse
- 1935-1937: 2de klasse
- 1937-1947: 3de klasse

## Eindklasseringen vanaf 1946/47
- 1947 1e
Third Division North / South
- 1948 21e
Second Division
- 1949 3e
Third Division North / South
- 1950 1e
Third Division North / South
- 1951 11e
Second Division
- 1952 16e
Second Division
- 1953 13e
Second Division
- 1954 12e
Second Division
- 1955 18e
Second Division
- 1956 17e
Second Division
- 1957 14e
Second Division
- 1958 22e
Second Division
- 1959 22e
Third Division
- 1960 17e
Fourth Division
- 1961 11e
Fourth Division
- 1962 21e
Fourth Division
- 1963 16e
Fourth Division
- 1964 14e
Fourth Division
- 1965 9e
Fourth Division
- 1966 1e
Fourth Division
- 1967 23e
Third Division
- 1968 10e
Fourth Division
- 1969 1e
Fourth Division
- 1970 11e
Third Division
- 1971 23e
Third Division
- 1972 12e
Fourth Division
- 1973 17e
Fourth Division
- 1974 22e
Fourth Division
- 1975 17e
Fourth Division
- 1976 10e
Fourth Division
- 1977 8e
Fourth Division
- 1978 12e
Fourth Division
- 1979 22e
Fourth Division
- 1980 12e
Fourth Division
- 1981 3e
Fourth Division
- 1982 19e
Third Division
- 1983 23e
Third Division
- 1984 2e
Fourth Division
- 1985 14e
Third Division
- 1986 11e
Third Division
- 1987 13e
Third Division
- 1988 24e
Third Division
- 1989 23e
Fourth Division
- 1990 20e
Fourth Division
- 1991 11e
Fourth Division
- 1992 21e
Fourth Division
- 1993 16e
Third Division
- 1994 15e
Third Division
- 1995 9e
Third Division
- 1996 13e
Third Division
- 1997 19e
Third Division
- 1998 24e
Third Division
- 1999 16e
Football Conference
- 2000 12e
Football Conference
- 2001 9e
Football Conference
- 2002 4e
Football Conference
- 2003 3e
Football Conference
- 2004 1e
Third Division
- 2005 10e
League One
- 2006 8e
League One
- 2007 11e
League One
- 2008 3e
League One
- 2009 14e
Championship
- 2010 12e
Championship
- 2011 21e
Championship
- 2012 24e
Championship
- 2013 1e
League One
- 2014 22e
Championship
- 2015 13e
League One
- 2016 21e
League One
- 2017 3e
League Two
- 2018 15e
League One
- 2019 6e
League One
- 2020 9e
League One
- 2021 14e
League One
- 2022 22e
League One
- 2023 18e
League Two
- 2024 5e
League Two
- 2025 1e
League Two

- Second Division
- Third Division
- Fourth Division
- Championship
- League One
- League Two
- National League

ⓘ In 1992 invoering van de Premier League en opheffing van de Fourth Division; in 2004 opheffing van de First, Second en Third Division.

## Bekende (oud-)spelers
- Terry Cooper
- Brian Deane
- John Lundstram
- Shelton Martis
- Colin Miller
- Darren Moore
- Franck Moussa
- Jos van Nieuwstadt
- Mike Williamson
- Louis Tomlinson

## Trivia
James Coppinger speelde in totaal al meer dan 400 wedstrijden voor de club. Ook Colin Douglas, Fred Emery en Bert Tindill speelden meer dan 400 wedstrijden.